# Stjepan II., hrvatski kralj
Stjepan II. bio je hrvatski kralj iz vladarske dinastije Trpimirovića koji je vladao od 1089. do 1090. ili 1091.

## Životopis
Sin je Gojslava II., mlađeg brata Petra Krešimira IV.
Petar Krešimir IV. je za života nastojao riješiti pitanje svojega nasljednika. Godine 1066., odredio je svog sinovca Stjepana, za suvladara (hercega). koji bi mu nakon smrti trebao biti nasljednik. On nije trebao biti ni kralj ni ban, ali će zapovijedati i banovima ako nema kralja u zemlji.
Godine 1066. Stjepan se spominje kao dux (knez, vojvoda, herceg) u darovnici njegova strica kralja Petra Krešimira IV.
Nakon smrti kralja Petra Krešimira pojavila su se tri kandidata za nasljednike; Stjepan, sinovac Krešimirov, ban Zvonimir i župan Slavac. Stjepanovih pristaša bilo je u dalmatinskim gradovima te među latinskim svećenstvom; Zvonimirove pristaše bili su njegovi mađarski rođaci, dok se Slavcu priklonio najveći dio hrvatskoga naroda i pobornici narodnog jezika u liturgiji. Smatra se da je Slavac nakratko vladao, ali se protiv njega diglo latinsko svećenstvo te ga papa nije želio ga priznati. Njegovi su protivnici pozvali Normane iz južne Italije, koji su ga zarobili te mu je nestao svaki trag.
U međuvremenu Stjepan, sinovac Petra Krešimira, bijaše navodno teško bolestan te se sklonio u samostanu sv. Stjepana pod borovima u Splitu. Jedini od kandidata je ostao ban Dmitar Zvonimir koji je 1075. izabran kraljem Hrvatske i Dalmacije.
Godine 1078. daje darovnicu kojom je obdario samostan sv. Stjepana u nazočnosti kralja Zvonimira, kraljice Jelene Lijepe i kraljevića Radovana. U kojoj navodi:
Ja Stjepan, nekad svijetli herceg Hrvata, shrvan teškom bolešću dozvah k sebi časne svećenike hrvatskoga kraljevstva da mi nađu lijeka za moje grijehe. Po njihovu savjetu pobrinuh se, te se dadoh prenijeti u samostan sv. Stjepana. Tu se odrekoh svih svojih časti i odabrah grobnicu, preporučivši se opatu samostana da me spominje u svojim molitvama.
Kako je sin Zvonimirov, Radovan, umro još za njegova života, kralja Zvonimira naslijedio je 1089. godine Stjepan II., posljednji Trpimirović. Narod ga je tada doslovno izvukao iz samostana, te svečano okrunio za kralja.
Postoje 4 isprave, odnosno zabilješke koje spominju njegovo ime. Bio je Prisutan na sudištu koje je splitski nadbiskup Lovro vodio prilikom spora između Neze Madijeve i njezine nećakinje opatice Čike.
Stjepan II. nazivao se kao i većina svojih prethodnika „Božjom milošću kralj Hrvata i Dalmatinaca”. Oko njega se okupilo visoko svećenstvo i velika većina hrvatskih velikaša i plemića, što dokazuje da je gotovo cijela hrvatska država bila u njegovoj vlasti.
Kralj Stjepan II. vladao je manje od dvije godine tijekom kojih vanjskopolitički protivnici nisu stvarali probleme očekujući smrt staroga kralja bez djece. Plemstvo je vjerojatno i očekivalo da Stjepan za života imenuje nasljednika, što se nije dogodilo. Kako pitanje svoga nasljednika nije riješio tijekom života, nakon njegove smrti započeo je rat za hrvatsku krunu.
Zvonimirova udovica Jelena Lijepa, koja se smatrala jedinom zakonitom baštinicom hrvatskog prijestolja, pozvala je svoga brata, ugarskog kralja Ladislava I. (1077. – 1095.) da vojno zauzme hrvatsku i proglasi se kraljem. Hrvatska je strana na prijestolje podigla bana Petra Snačića.

### Knjige
- Knezović, Oton. 1937. Hrvatska povijest od najstarijeg doba do godine 1918. Jeronimska knjižnica. Zagreb.
- Klaić, Vjekoslav. 1982. Povijest Hrvata. Knjiga prva. Nakladni zavod Matice hrvatske. Zagreb.
- Šišić, Ferdo. 2004. Povijest Hrvata: Pregled povijesti hrvatskoga naroda. Marjan tisak. Split.

### Članci
- Margetić, Lujo. 1996. Regnum Croatiae et Dalmatiae u doba Stjepana II. Radovi Zavoda za hrvatsku povijest Filozofskoga fakulteta Sveučilišta u Zagrebu. Sveučilište u Zagrebu - Filozofski fakultet. Zagreb. 29 (1): 11–20

### Mrežna sjedišta
- Stjepan II. Proleksis enciklopedija. Pristupljeno 11. siječnja 2025.

## Vanjske poveznice

### Ostali projekti
|  | Zajednički poslužitelj ima još gradiva o temi Stjepan II.                                         |
|  | Wikizvor ima izvorni tekst Darovnica hercega Stjepana samostanu sv. Stjepana pod borovima (1078.) |

|  | Wikizvor ima izvorni tekst Potvrda kralja Stjepana II. samostanu sv. Benedikta u Splitu (1089.) |

| Vladarske titule           | Vladarske titule                       | Vladarske titule        |
| -------------------------- | -------------------------------------- | ----------------------- |
| prethodnik Dmitar Zvonimir | hrvatski kralj 1089. – 1090. ili 1091. | nasljednik Petar Snačić |